# Sgùrr na Ciste Duibhe
Der Sgùrr na Ciste Duibhe ist ein 1.027 m (3.369 ft) hoher, als Munro und Marilyn eingestufter Berg in Schottland. Sein gälischer Namen bedeutet in etwa Spitze des schwarzen Kastens. Der Berg liegt in der historischen Region Kintail in der Council Area Highland, etwa 25 Kilometer südöstlich von Kyle of Lochalsh und gut 40 Kilometer nördlich von Fort William. Er ist der zweithöchste Gipfel einer als Five Sisters of Kintail bekannten Bergkette auf der Nordostseite des Glen Shiel.
Die Five Sisters bestehen aus fünf Gipfeln, von denen drei als Munros eingeordnet sind. Von Nord nach Südost folgen aufeinander der Sgùrr nan Saighead, der Sgùrr Fhuaran, der Sgùrr na Càrnach, der Sgùrr na Ciste Duibhe und der Sgùrr nan Spàinteach. Der 929 m (3.048 ft) hohe Sgùrr nan Saighead ist der nördlichste Gipfel und ist dem Sgùrr Fhuaran als Munro-Top zugeordnet. Insgesamt erstreckt sich der Grat der Five Sisters auf etwa fünf Kilometer auf der Nordostseite des Glen Shiel.
Der Sgùrr na Ciste Duibhe ist von Westen weniger markant als seine beiden weiter westlich liegenden „Schwestern“, deren Gipfelbereiche auffällige Pyramiden sind. Wie diese fällt er ebenfalls mit steilen und teils felsdurchsetzten Flanken nach Westen und Süden in das Glen Shiel ab. Mit dem direkt nördlich benachbarten Sgùrr na Càrnach ist er über den Hauptgrat der Five Sisters verbunden, zwischen beiden liegt der rund 860 m hohe Einschnitt des Bealach na Craoibhe. Östlich schließt sich entlang des Hauptgrats nach dem 925 m hohen Bealach nan Spainteach der 990 m (3.248 ft) hohe Sgùrr nan Spainteach an, der östlichste Gipfel der Five Sisters. Aufgrund seiner geringen Schartenhöhe ist er dem Sgùrr na Ciste Duibhe als Munro-Top zugeordnet und kein eigenständiger Munro. Der Ostgrat umschließt mit dem Hauptgipfel, dem Sgùrr na Càrnach und dem langen Ostgrat des Sgùrr Fhuaran das große, sich nach Osten öffnende Coire Domhain. Ein kurzer felsiger und steil abfallender Grat führt direkt vom Gipfel nach Norden in das Coire Domhain.
Der gälische Name des Sgùrr nan Spainteach bedeutet Spitze der Spanier und erinnert an die Schlacht von Glen Shiel am 10. Juni 1719. Truppen der britischen Regierung besiegten in dieser Schlacht eine bei Eilean Donan Castle gelandete Truppe von 300 spanischen Marinesoldaten. Diese war Teil einer vom spanischen Staatsminister Kardinal Alberoni zur Unterstützung des abgesetzten Hauses Stuart geplanten Invasion Großbritanniens. Die Truppe wurde von rund 1000 Mitgliedern jakobitischen Highland-Clans unterstützt und stand unter dem Kommando von George Keith, dem Earl Marischal von Schottland. Nachdem die Regierungstruppen und regierungstreue Highlander die Spanier und Jakobiten, die sich im Glen Shiel verschanzt hatten, an ihren Flanken umgangen hatten, zogen sich die meisten jakobitischen Highlander talwärts zurück. Die Spanier hielten zunächst stand, flohen aber nach einem kurzen Feuergefecht aus ihrer Verschanzung im Talgrund bergwärts über die Nordseite des Glen Shiel in die heute als Bealach nan Spainteach bezeichnete Scharte zwischen Sgùrr na Ciste Duibhe und Sgùrr nan Spainteach, weiter über den Grat und in das östlich des Sgùrr nan Spainteach in das Coire Domhain führende heutige Coirein nan Spainteach. Auf sich allein gestellt ergaben sie sich am nächsten Tag den Regierungstruppen, absolvierten aber damit die erste bekannte Besteigung des Berges.

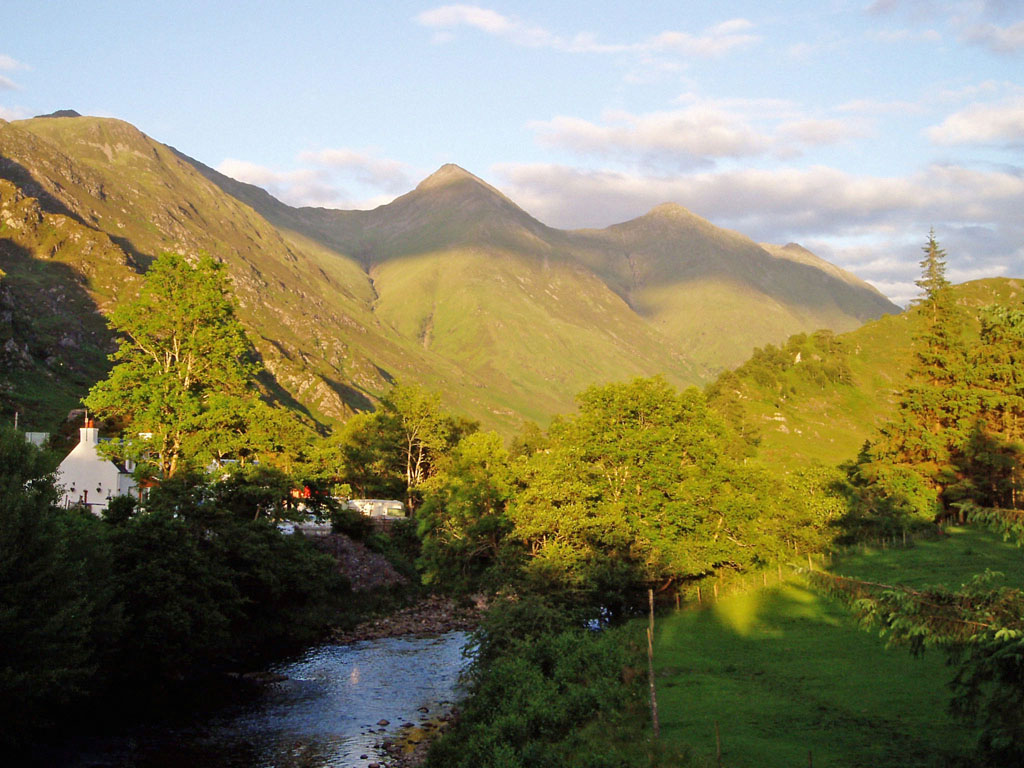
Vier der Five Sisters of Kintail, von links Sgùrr nan Saighead, Sgùrr Fhuaran, Sgùrr na Càrnach und Sgùrr na Ciste Duibhe
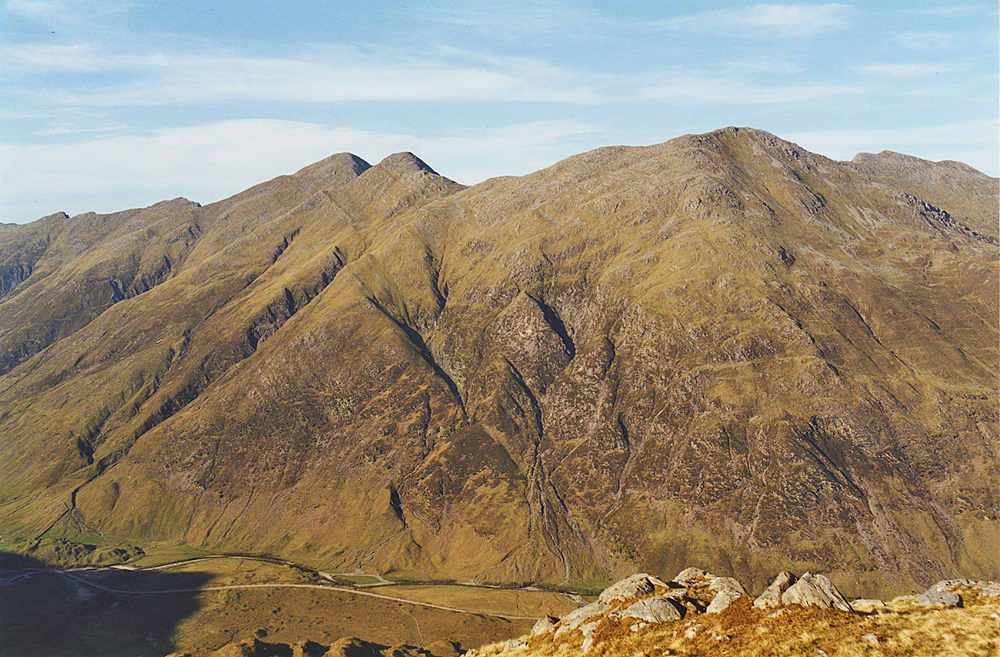
Von rechts der Sgùrr na Ciste Duibhe, der Sgùrr na Càrnach und der Sgùrr Fhuaran, gesehen vom Vorgipfel Faochag des Sgùrr na Sgine auf der Südseite des Glen Shiel
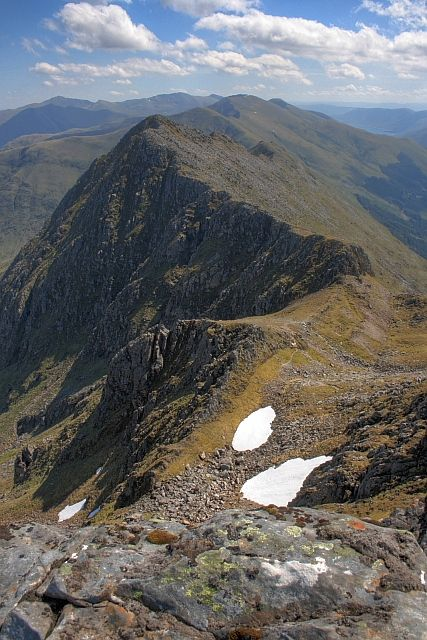
Blick vom Nordgrat des Sgùrr na Ciste Duibhe zum Sgùrr nan Spainteach
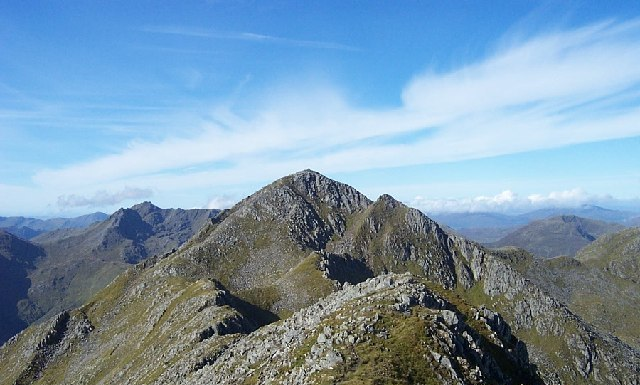
Blick vom Hauptgrat der Five Sisters nach Westen zum Gipfel des Sgùrr na Ciste Duibhe
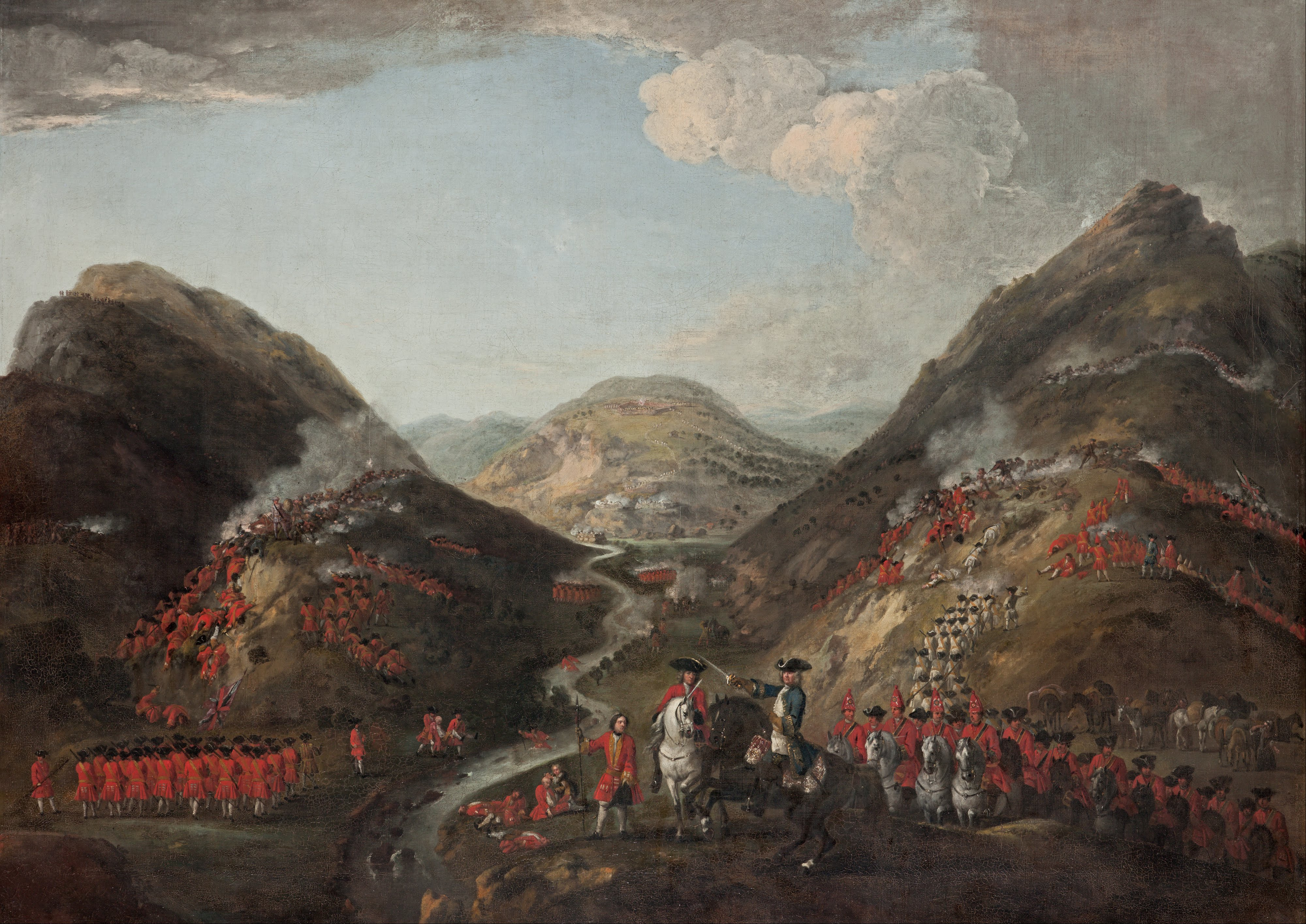
Die Schlacht von Glen Shiel 1719, rechts das Massiv der Five Sisters mit dem Sgùrr na Ciste Duibhe (Gemälde von Peter Tillemans, 1719)

Die meisten Munro-Bagger besteigen den Sgùrr na Ciste Duibhe im Zuge einer Überschreitung der Five Sisters. Meist wird die Bergkette in Ost-West-Richtung begangen, da so weniger Höhenmeter im Anstieg erforderlich sind. Ausgangspunkt ist ein Parkplatz an der A87 im Glen Shiel, etwa auf halber Strecke zwischen dem Cluanie Inn und Shiel Bridge am Ostende von Loch Duich. Der Anstieg führt in die Scharte des Bealach an Làpain zwischen dem Sàileag und dem Sgùrr nan Spàinteach. Von dort führt die Grattour über den Sgùrr nan Spàinteach zum Sgùrr na Ciste Duibhe und über die weiteren Gipfel der Five Sisters. Vom Sgùrr nan Saighead führt der Abstieg durch das Coire na Crìche bis an das Ostende von Loch Duich. Alternativ ist auch ein Aufstieg aus dem Glen Shiel direkt zum Bealach nan Spainteach und weiter zum Gipfel möglich, vorbei an den im Talgrund erkennbaren Resten der 1719 von den Spaniern errichteten Verschanzungen.